# 2 Dywizjon Straży Granicznej
2 Dywizjon Straży Granicznej – jednostka organizacyjna Straży Granicznej w II Rzeczypospolitej.

## Formowanie i zmiany organizacyjne
2 dywizjon Straży Granicznej sięga rodowodem posterunku nr 5 Straży Gospodarczo-Wojskowej stacjonującego w Herbach. Posterunek ten składał się z 30 ludzi przybyłych w listopadzie 1918 z POW z Radomska. Dowódcą posterunku był ppor. Lipko. 
15 grudnia do Częstochowy przybyli: rtm. Kulwieć, por. Rojkiewicz, por. Zommer, por. Rzempołuch, por. Wilczyński i ppor. Leśniewski  z zadaniem zorganizowania 2 dywizjonu Straży Granicznej. Sztab dywizjonu rozmieścił się w Częstochowie przy ul. Parkowej 14, a napływających ochotników kwaterowano w koszarach Zawady. 
17 grudnia 1918 szef Straży Granicznej płk Małyszko przedstawił Ministerstwu Spraw Wojskowych wstępny projekt etatów oddziałów granicznych. Na ich podstawie sformowano w styczniu 1919 2 dywizjon Straży Granicznej. Dywizjon obsadził ważniejsze punkty na odcinku Częstochowa–Wieluń–Włocławek, czyli dawną granica Królestwa Polskiego. Na początku 1919 wszedł w skład 2 pułku Straży Granicznej.
13 stycznia na granice do Herb wyruszył 1 szwadron por. Rzempołucha.

## Dowódcy dywizjonu
- kpt. Jan Kulwiec[4][5]

## Przekształcenia
- 2 dywizjon Straży Granicznej → II  dywizjon 2 pułku Straży Granicznej → II  dywizjon 2 pułku Wojskowej Straży Granicznej (do VI 1919) → 3 samodzielny dywizjon Wojskowej Straży Granicznej (do 1 II 1920) → 3 samodzielny dywizjon Strzelców Granicznych (do V 1921) → 10 pułk Strzelców Granicznych ↘ rozformowany w grudniu 1920